# سینما آزادی (تبریز)
سینما آزادی یک سینما در شهر تبریز، ایران است.
این سینما که متعلق به بخش خصوصی می‌باشد در دهه ۱۳۴۰ با یک سالن افتتاح شده و در سال ۱۳۹۰ برای تعمیرات و بازسازی تعطیل و در خرداد ماه ۱۳۹۸ بازگشایی شد.